# سامي ريحانا

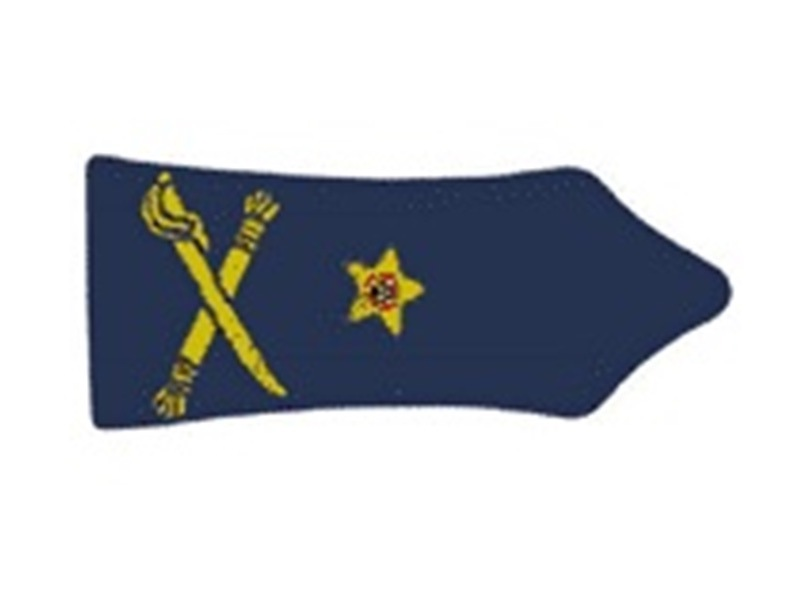
الجيش اللبناني: شارة العميد

سامي حبيب ريحانا (مواليد 6 فبراير 1941) هو عسكري لبناني في الجيش اللبناني، ومؤرخ حاصل على درجتي دكتوراه من جامعة باريس السوربون وناشر.

## حياته

### النشأة
ولد في قرية كوسبا في قضاء الكورة شمال لبنان عام 1941، والتحق بالمدرسة العسكرية اللبنانية عام 1958 وتابع عدة تشكيلات في مسيرته العسكرية في فرنسا وبلجيكا والولايات المتحدة.

### حياته السياسية
ترشح للانتخابات العامة 2022 عن مقعد الروم الأرثوذكس في دائرة الشمال 3 (بشري – زغرتا – الكورة – البترون).

## المهام

### المناصب العسكرية
- 1968 - 1971: قائد سرية
- 1978 - 1981: قائد كتيبة
- 1984 - 1985: قائد المنطقة منزوعة السلاح في بيروت
- 1983 - 1985: رئيس لجنة وقف إطلاق النار في لبنان.
- 1985 - 1990: قائد لواء المشاة السابع.[8]
- 1992 ـ 1999: رئيس غرفة العمليات في القصر الرئاسي.

### المهام
- 1975 - 1976: أستاذ التاريخ العسكري في مدرسة الضباط.
- 1988 - 1999: أستاذ التاريخ العسكري في مدرسة القوات المسلحة.
- 1989 - 2003: أستاذ التاريخ في الجامعة اللبنانية.
- 2000 - حتى الآن: رئيس مجلس الإدارة والمدير العام لدار نوبيليس للنشر.

## أعماله
1. اضطهاد قريش للمسلمين
2. الأزمة الحكومية في لبنان 2009
3. العالم في مطالع القرن 12
4. الهجرة إلى المدينة
5. بدء الوحي
6. بداية الدعوة
7. تاريخ الجيش اللبناني المعاصر 1916-1946
8. دعوة القبائل إلى الإسلام
9. رسل النبي إلى الملوك
10. سرايا وغزوات الرسول
11. شعوب الشرق الادنى القديم
12. شمائل رسول الله وأعلام نبوته
13. علم الإجتماع العسكري: المجتمعات العسكرية عبر التاريخ
14. فتح مكة
15. معارك العرب: منذ ما قبل الإسلام وحتى حروب الخليج
16. موسوعة التراث القروي
17. موسوعة العميد ميشال عون التاريخ السياسي والعسكري
18. نهر البارد 2007: حرب المائة وستة أيام
19. هدم مسجد الضرار واصنام القبائل
20. وثائق الجمهورية اللبنانية الثانية
21. وفاة رسول الله صلى الله عليه وسلم
22. وفود القبائل

## الجوائز
- وسام الأرز (لبنان)
- وسام الحرب (لبنان)
- وسام الاستحقاق الوطني (لبنان)